# Колпашевска епархија
Колпашевска и стрежевска епархија (рус. Колпашевская и Стрежевская епархия) епархија је Руске православне цркве.
Надлежни архијереј је епископ Силуан (Вјуров), а сједиште епархије се налази у Колпашеву.

## Историјат
Колпашевска епархија је образована одлуком Светог синода Руске православне цркве од 12. марта 2013. Припадају јој парохије у административним границама Александровског, Бачкарског, Верхњекетског, Каргасокског, Колпашевског, Кривошејинског, Молчановског, Парабељског и Чајинског рејона и градског округа Стрежевој у Томској области.
Епархија улази у састав Томске митрополије.